# ACI Worldwide
ACI Worldwide Inc. (NASDAQ: ACIW) es una empresa de sistemas de pago con sede en Naples, Florida. ACI desarrolla una amplia línea de software enfocada en facilitar los pagos electrónicos en tiempo real. Estos productos y servicios son utilizados a nivel mundial por bancos e intermediarios financieros como procesadores de pago electrónico, asociaciones de pago, comerciantes, corporaciones y una amplia gama de terminales con capacidad de generar transacciones, incluidos los cajeros automáticos ("ATM"), terminales de punto de venta comercial (“POS”), sucursales bancarias, teléfonos móviles, tabletas, corporaciones y sitios de comercio de Internet.

## Historia
ACI se fundó en Omaha, Nebraska como Applied Communications Inc, el 1 de septiembre de 1975, con la misión de desarrollar software para aplicaciones de comunicaciones utilizando las nuevas computadoras NonStop de Tandem Computers. Los fundadores fueron James Cody, Dave Willadsen y Dennis Gates. Chuck Hackett, Charly Foglesong y Mike May comenzaron la relación de ACI con Tandem. Los primeros proyectos involucraron la construcción de sistemas para manejar cajeros automáticos y front-end para sistemas bancarios centrales, lo que llevó al lanzamiento del primer producto, BASE24, en 1982. BASE24 fue acuñado por un vendedor para representar "Software de línea de base para operaciones del sistema las 24 horas del día".
BASE24 se expandió con el tiempo para atender transacciones de otros canales, como terminales POS y sistemas de sucursales bancarias. La cartera de productos creció para cubrir funciones relacionadas con transacciones con tarjeta, como compensación, liquidación y detección de fraude. El soporte de hardware para estos productos se extendió a los proveedores IBM, HP, Stratus y Sun Microsystems.
En la década de 1990, la gama de productos de ACI se amplió al incluir pagos bancarios mayoristas con software para transacciones ACH y transferencias bancarias, que llevaron a la adquisición de IntraNet, Inc. en 1998, y se agregó el producto Money Transfer System.
Desde 1995, ACI cotiza en NASDAQ, inicialmente con el nombre Transaction Systems Architects (TSA) y, desde julio de 2007, con el nombre ACI Worldwide, Inc. (ACIW). Antes de eso, ACI tuvo períodos de propiedad de US West y Tandem, y períodos como empresa privada.

### Adquisiciones
- 7 de agosto de 1998: IntraNet, Inc. fue adquirida por el predecesor de ACI Worldwide, Transaction Systems Architects, Inc., que fabricaba sistemas de software para facilitar los pagos electrónicos.[7]
- 11 de enero de 2001: Transaction System Architects Inc.  adquirió MessagingDirect por aproximadamente 3,3 millones de acciones ordinarias Clase A de Transaction Systems.[8]
- 29 de junio de 2005: S2 Systems firmó un acuerdo con Transaction Systems Architects, Inc. para vender todos sus activos sustanciales.[9]
- 5 de octubre de 2005: reestructuración de Transaction Systems Architects, Inc. en una organización altamente enfocada, fusionando ACI, Insession e IntraNet[10][11] en una unidad operativa bajo el nombre ACI Worldwide. El cambio de nombre se hizo oficial en julio de 2007.[12]
- 8 de agosto de 2006: ACI Worldwide adquirió P&H Solutions Inc., un proveedor de un producto de gestión de efectivo empresarial basado en la web.[13]
- 7 de febrero de 2007: se adquiere Visual WEB Solutions Inc.,[14] una empresa de aplicaciones de banca financiera.
- 17 de noviembre de 2009: ACI compró Euronet Essentis[15] para ampliar las capacidades de emisión de tarjetas y gestión de comerciantes[16]
- 21 de marzo de 2011: se anunció la adquisición de ISD Corporation, un proveedor de software de gestión de pagos seguros para minoristas en EE. UU. Y Canadá,[17] para ampliar la funcionalidad de los productos de pago de ACI para minoristas.[18]
- 13 de febrero de 2012: se adquirió S1 Corporation[19] para ampliar el conjunto de ofertas de pago de ACI para organizaciones financieras, procesadores y minoristas.[20][21]
- 11 de marzo de 2013: se adquiere Online Resources Corporation.[22] un proveedor de banca en línea y soluciones de pago de facturas de servicio completo, que agregó soluciones de presentación y pago electrónico de facturas (EBPP) como parte estratégica de la cartera de pagos universales de ACI.
- 5 de noviembre de 2013: se adquiere Official Payment Holdings,[23] un vendedor de tecnología de pago electrónico de facturas que procesaba alrededor de 20 millones de pagos, por un valor de más de $ 9 mil millones, anualmente.[24]
- 21 de julio de 2014: se anunció un acuerdo para adquirir Retail Decisions (ReD).[25][26] Se completó el 12 de agosto de 2014.[27]
- 4 de noviembre de 2015: adquisición de PAY ON, quienes brindan servicios de pasarela de pago de marca blanca.[28]
- 28 de febrero de 2019: ACI firma un acuerdo para adquirir Speedpay,[29] el negocio de pago de facturas de Western Union en Estados Unidos[30]

## Productos de software
- Pagos minoristas
- Pagos en tiempo real
- Pagos de comerciantes
- Inteligencia de pagos
- Canales digitales
- Pagos de facturas